# Paulette Dynalix
Paulette Dynalix (née Paulette Aline Dinah Garnier le 10 mars 1917 à La Tronche et morte le 22 octobre 2007 à Villejuif) est une danseuse et pédagogue française de danse classique.

## Biographie
Paulette Dynalix se forme notamment auprès de Carlotta Zambelli. Elle est nommée première danseuse de l'opéra de Paris et participera à de nombreuses créations de Serge Lifar dont La Vie de Polichinelle, Alexandre le Grand, Salade ou Les Mirages en 1947 où elle tient le rôle de la Lune mais aussi de Maurice Béjart avec Anges déchus.
En 1956, elle devient professeur de danse de l'école du ballet de l'Opéra de Paris et aura notamment comme élève Claude Bessy mais également Philippe Genty que tous deux qualifient de « seconde ou petite mère ».